# Brenda Halloran
Pour les articles homonymes, voir Halloran.
Brenda Halloran est une femme politique  municipale canadienne de l'Ontario. Elle occupe le poste de maire de Waterloo de 2006 à 2014.

## Biographie
Née à Hamilton en Ontario, elle et sa famille s'installe à Waterloo en 1964. Halloran étudie Waterloo Collegiate Institute (en) et ensuite les soins infirmiers au Conestoga College (en). Elle réalise également des cours à l'Université Ryerson et un certificat en résolution de conflit au Conrad Grebel University College (en) de l'Université de Waterloo
Après avoir quelque temps travaillée à titre d'infirmière à Toronto et en Floride, elle revient à Waterloo en 1990. Ensuite, elle travaille comme conseillère en résolution de conflits et médiatrice à l'Agence du revenu du Canada de 1990 à 2006.

## Politique
Novice en politique, elle rafle le poste de maire de Waterloo lors des élections municipales de 2006 (en) contre le maire sortant Herb Epp et l'ancien maire Brian Turnbull. Réélue en 2010, elle ne se représente pas en 2014.